# Sherab Gyatsho (Gelugpa)
| Tibetische Bezeichnung                     |
| ------------------------------------------ |
| Tibetische Schrift: ཤེས་རབ་རྒྱ་མཚོ་            |
| Wylie-Transliteration: shes rab rgya mtsho |
| Chinesische Bezeichnung                    |
| Vereinfacht: 喜饶嘉措                      |
| Pinyin:Xirao Jiacuo                        |

Sherab Gyatsho während des nationalen Volkskongresses 1954 im Gespräch mit Mao Zedong

Sherab Gyatsho (tib.: shes rab rgya mtsho; geb. 1884 in der Region Amdo im heutigen Autonomen Kreis Xunhua der Salaren im Südosten der Stadt Haidong in der chinesischen Provinz Qinghai; gest. 1968) war ein chinesischer Mönch und Gelehrter der Gelugpa-Tradition des tibetischen Buddhismus und Politiker tibetischer Herkunft.

## Lebensweg
Als Kind gab man ihn in das Kloster Gori Dratshang, Später setzte Sherab seine Studien im Kloster Labrang in der Provinz Gansu fort. 1896 begab er sich ins Drepung-Kloster. Die Mönche dieses Klosters und von Tengyeling stellten sich in der Frage der Vertreibung der Chinesen 1911–13 gegen den Dalai Lama. Auch 1919–21 kam es immer wieder zu Konflikten mit der Regierung.
Im Wesentlichen lebte er von 1903 bis 1935 (? 1937) als Lama in Lhasa, wo er 1916 den Geshe-Grad erreicht hatte. Er war an der Herausgabe der Gesammelten Werke von Butön Rinchen Drub und der Gesammelten Werke von Desi Sanggye Gyatsho beteiligt. Er soll auch an einer neuen Zusammenstellung des Lhasa-Kanjur mitgewirkt haben.
1940er
Über Indien reiste er nach Nanking und verbrachte die meiste Zeit des Antijapanischen Kriegs in Chungking. Dort war er u. a. in der „Gesellschaft für die Förderung tibetischer Kultur“ aktiv. Ab Oktober 1942 war er Mitglied in der 3. Volksversammlung der kriegsgeschwächten Kuomintang. Seit Mai 1945 war er Kandidat, ab 1946 stellvertretendes Mitglied im 6. Zentralen Kontrollkomitee der KMT. 1947–49 fungierte er als einer der Vizepräsidenten der „Kommission für mongolische und tibetische Fragen“ (蒙藏委員會).
Nach der Befreiung
Nach dem Ende des Bürgerkriegs wurde Sherab Gyatsho Mitglied in der Regierung seiner Heimatprovinz Qīnghǎi – seit Dezember 1954 als einer der Vize-Gouverneure. Auch war er eingeladenes Mitglied der 1. politischen Konsultativkonferenz des chinesischen Volkes (PKKCV), in die er während für die nächsten drei Legislaturperioden wiedergewählt wurde. Zugleich saß er u. a. 1950 bis September 1954 im Komitee für Nationalitätenfragen und im (Militär- und) Verwaltungsrat Nordwestchinas.
Buddhistische Vereinigung

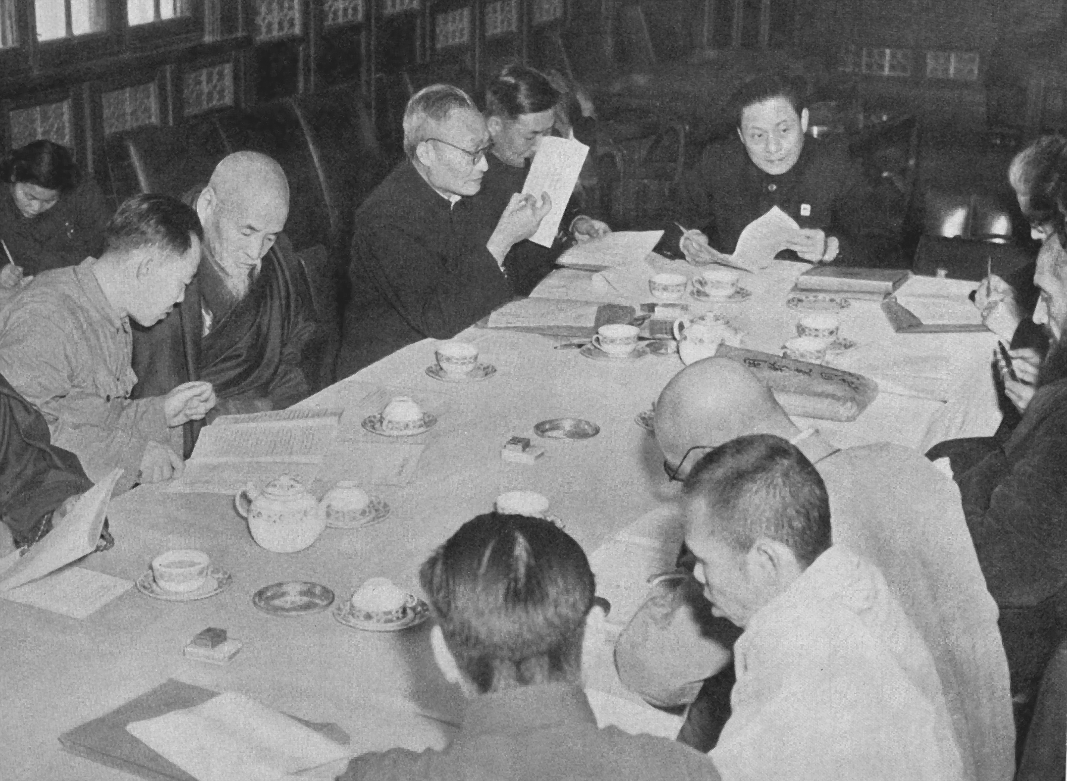
Ausschusssitzung während der Generalversammlung der Chinesischen Buddhistischen Vereinigung in Peking. Sherab Gyatso (sitzend 2. v. li.), Zhao Puchu, der Generalsekretär, am Kopfende.

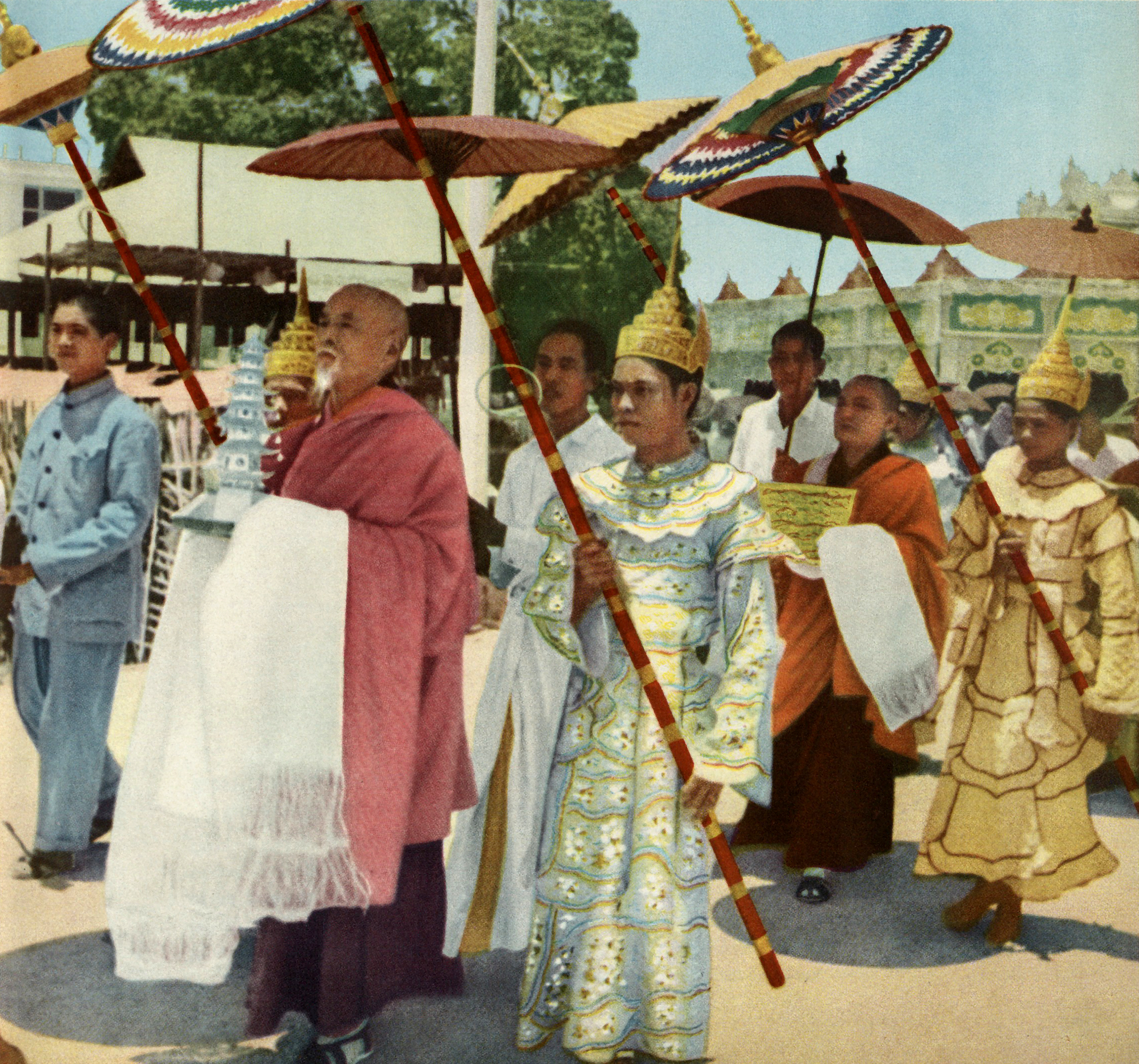
Sherab Gyatsho, als Delegationsleiter der buddhistischen Vereinigung Chinas auf Besuch in Birma, übergibt während einer Prozession eine kleine Pagode als Geschenk. Weiterhin übergeben wurden ein Satz des chinesischen buddhistischen Kanons und eine Almosenschale, 11. Apr. 1955.

Zunächst stellvertretender Vorsitzender, an der Seite des über 70-jährigen Yuanying (1878–1953), dann dessen Nachfolger fungierte er 1953–66 als Präsident der neugegründeten Pekinger Buddhistischen Vereinigung (BAC). Ebenso stand er deren Ausbildungsinstitut im Guangji-Tempel nominell vor. Tatsächlich zog die Fäden jedoch der linientreue Laie Zhào Pǔchū als Generalsekretär die Organisation.
Auch im Präsidium des Welt-Buddhistenverbandes (World Fellowship of Buddhists) wirkte er bis Ende 1961 mit. In dieser Eigenschaft unternahm er Auslandsreisen nach Birma im April 1955 und erneut mit Chou En-lai (Dez. 1960), zum 4. World Buddhist Congress in Kathmandu im Nov. 1956 sowie im Mai 1959 zum Weltfriedenskongress nach Schweden. Delegationen unter seiner nominellen Leitung fuhren 1961 zur Ausleihe der Zahnreliquie an Ceylon (heute Sri Lanka) und im November zum 6. World Buddhist Congress in Phnom Penh.
Zugleich war Sherab Direktor des Instituts für Buddhismus in Peking und Inhaber etlicher weiterer machtloser Pöstchen in Organisationen im Bereich der Völkerfreundschaft und Nationalitätenfragen.

Aus der Stellung als Vize-Gouverneur Qīnghǎis musste er, wohl eher aus Alters- statt politischen Gründen, Juli 1966 ausscheiden.
Seine Wiedergeburt soll 1976 in Amdo in der Nähe des Klosters Labrang Tashi Kyil gefunden worden sein.

## Werke
- 喜饒大師文集,  Xǐráo dàshī wénjí (Gesammelte Werke)
- 藏族文化概論,  Zàngzú wénhuà gàilùn  (Einführung in die tibetische Kultur)